# جيراردو مارتينيز (منافس ألعاب قوى)
جيراردو مارتينيز (بالإسبانية: Gerardo Martínez) هو منافس ألعاب قوى مكسيكي، ولد في 14 نوفمبر 1979.

## وصلات خارجية
- جيراردو مارتينيز على موقع الاتحاد الدولي لألعاب القوى (الإنجليزية)
- جيراردو مارتينيز على موقع أوليمبيديا (الإنجليزية)